# Malmskillnadsbron
59°20′9″N 18°3′55.5″Ø / 59.33583°N 18.065417°Ø
Malmskillnadsbron er en bro i det centrale Stockholm, beliggende i bydelen Norrmalm. Brokonstruktionen fører Malmskillnadsgatan over Kungsgatan og har en spændvidde på 24 meter og en bredde fra rækværk til rækværk på 9,05 meter, hvoraf selve kørebanen udgør 5,55 meter.
Malmskillnadsbron blev bygget i forbindelse med opførelsen af Kungsgatan og gadens indvielse i 1911. På det tidspunkt stod broen helt isoleret over Kungsgatan, idet ingen bebyggelse var opført i forbindelse med overgangen, mens der kun fandtes en jordskråning langs nord- og sydsiden af gaden. Førhen blev broen kaldt Malmskillnadsgatans viadukt over Kungsgatan, men har siden 1932 heddet "Malmskillnadsbron".

## Broens materialer og detaljer
Broen er bygget i beton med forstærkede hvælvingsplader og lodrette betonvægge på siderne, som efterfølgende blev belagt med granitplader, og også rækværket er lavet af granit. Oprindeligt var kørebanen brolagt med brosten, som dog for længst er blevet erstattet med asfalt. Undersiden af hvælvingen er dekorativt malet og oplyst om natten.
Malmskillnadsbron blev renoveret i 1980'erne, idet undersiden blev malet i et labyrint-lignende klassisk mønster.
Under brohvælvingen på nordsiden af broen er en mindeplade i støbt bronze med følgende indskrift:
| Citat | Åren 1905-1911 genombröts Brunkebergsåsen till skilda stadsdelars förenande genom Kungsgatans framdragande där förr Hötorgsgränden och Lutternsgatan ledde upp till åsen. | Citat |
|       | |       |

## Billeder
- Kungsgatan i vestlig retning med broen, fotograferet i 1911.
- Malmskillnadsbrons malede hvælvinger i 2010.
- Mindeplade under brohvælvingen.
- Julebelysning i december 2010.